# كريستيان فليشر
كريستيان فليشر (بالدنماركية: Christian Fleischer)‏ هو لغوي دنماركي، ولد في 10 أغسطس 1712، وتوفي في 21 مارس 1768.